# Why Did I Get Married Too?
Why Did I Get Married Too? è un film del 2010 diretto da Tyler Perry.
È il sequel di Why Did I Get Married? (2007), scritto e diretto dallo stesso Tyler Perry.